# Hagaste
Hagaste (Duits: Hagane) is een plaats in de Estlandse gemeente Hiiumaa, provincie Hiiumaa. De plaats heeft de status van dorp (Estisch: küla).
Tot in oktober 2017 behoorde Hagaste tot de gemeente Pühalepa. In die maand werd de fusiegemeente Hiiumaa gevormd, waarin Pühalepa opging.

## Bevolking
Het dorp had 10 inwoners op 31 december 2011 en 13 inwoners op 31 december 2021.

## Ligging
De plaats ligt aan de Hellamaabaai aan de oostkant van het eiland Hiiumaa.
De baptistische kapel van Hagaste (Estisch: Hagaste baptisti palvemaja) ligt op het grondgebied van het buurdorp Puliste. De molen van het dorp Ole werd in 1986 overgebracht naar Hagaste en in 2003 opnieuw verplaatst, nu naar het terrein van het Rudolf Tobias Museum in Selja.

## Geschiedenis
Hagaste werd voor het eerst vermeld in 1688 als Ahaße Knuth of Ahaste Knuth. In 1699 stond het dorp bekend als Agaste Knut en in 1796 als Haggast. Het lag op het landgoed Waimel (Vaemla). Tussen 1808 en 1812 hoorde het dorp bij het kortstondig bestaande landgoed Randver (Estisch: Randvere), dat in 1812 een veehouderij op het landgoed Großenhof (Suuremõisa) werd en in 1909 geheel opging in dat landgoed.
Tussen 1977 en 1997 maakte Hagaste deel uit van het buurdorp Värssu.